# لوئیس فرویس
لوئیس فرویس انگلیسی: Luís Fróis؛ (۱۵۳۲–۸ ژوئیه ۱۵۹۷) یک میسیونر، و نویسنده اهل پرتغال بود. در سال ۱۵۴۸ در سن شانزده سالگی عضو انجمن عیسی شد. در سال ۱۵۶۳، برای تبلیغ مسیحیت به ژاپن وارد شد، و در سال بعد به کیوتو رفت و با، آشیکاگا یوشیترو، شوگون وقت ملاقات کرد. در ۱۵۶۹، او با اودا نوبوناگا دوست شد و مدت کوتاهی در محل اقامت شخصی نوبوناگا در گیفو ماند و به نوشتن کتاب مشغول شد. او نویسنده کتاب تاریخ ژاپن (لوئیس) است.